# ミラクル 20th Anniversary
『ミラクル 20th Anniversary』（ミラクル トゥエンティース・アニバーサリー）は、1990年に発表されたRCサクセションのライブ・ビデオ。
2002年にDVD化されている。

## 解説
1990年9月1・2・8・9日の4日間、東京・日比谷野外大音楽堂にて行なわれたRCサクセションのコンサート「4 SUMMER NITES」の最終日の模様を収録したビデオ。
1990年はRCデビュー20周年で、このコンサートでは初期から発売直前の最新アルバム「Baby a Go Go」まで幅広い年代の楽曲が演奏された。
同年、メンバー二人の脱退があり、キーボードに当時VOW WOWの厚見玲衣、ドラムに春日博文がサポートで参加した。1980年から参加していた梅津和時等のBLUE DAY HORNSは不参加で、片山広明がアンコールのゲストで登場するのみだった。この後、全国7本のツアー「WINTER NIGHTS TOUR 1990」でRCは活動を停止する。
ビデオには1973年にテレビ出演したTVK「ヤング・インパルス」、同じく1980年代初頭の「ファイティング80's」の映像が使われている。
ビデオ未収録となった同日の「ドカドカうるさいR&Rバンド」はプロモーション用に配布され、同曲のビデオ・クリップとしてテレビ放映されている。

## 収録曲
1. キモちE
（作詞・作曲 - 忌野清志郎）
2. ガ・ガ・ガ・ガ・ガ
（作詞・作曲 - 忌野清志郎）
3. 涙あふれて
（作詞・作曲 - 忌野清志郎）
4. ぼくの自転車のうしろに乗りなよ
（作詞・作曲 - 忌野清志郎）
5. ぼくの好きな先生
（作詞 - 忌野清志郎、作曲 - 肝沢幅一）
6. 2時間35分
（作詞 - 忌野清志郎、作曲 - 肝沢幅一）
7. シュー
（作詞 - 忌野清志郎、作曲 - 肝沢幅一）
8. あふれる熱い涙
（作詞・作曲 - 忌野清志郎）
9. I LIKE YOU
（作詞・作曲 - 忌野清志郎）
10. やさしさ
（作詞 - 忌野清志郎、作曲 - 肝沢幅一）
11. 少女達へ
（作詞・作曲 - 仲井戸麗市）
12. スローバラード
（作詞・作曲 - 忌野清志郎・みかん）
13. トランジスタ・ラジオ
（作詞・作曲 - 忌野清志郎・G1,238,471)
14. 上を向いて歩こう
（作詞：永六輔　作曲：中村八大）
15. いい事ばかりはありゃしない
（作詞・作曲 - 忌野清志郎）
16. 雨あがりの夜空に
（作詞・作曲 - 忌野清志郎・仲井戸麗市)